# 1508 Kemi
För andra betydelser, se Kemi (olika betydelser).
1508 Kemi eller 1938 UP är en asteroid upptäckt 21 oktober 1938 av den finske astronomen Heikki A. Alikoski vid Storheikkilä observatorium. Asteroiden har fått sitt namn efter Kemi älv och staden Kemi, båda i Finland.
Den korsar Mars omloppsbana.